# Jalesches
Jalesches é uma comuna francesa na região administrativa da Nova Aquitânia, no departamento de Creuse. Estende-se por uma área de 8,45 km². Em 2010 a comuna tinha 93 habitantes (densidade: 11 hab./km²).